# Skórka (województwo wielkopolskie)

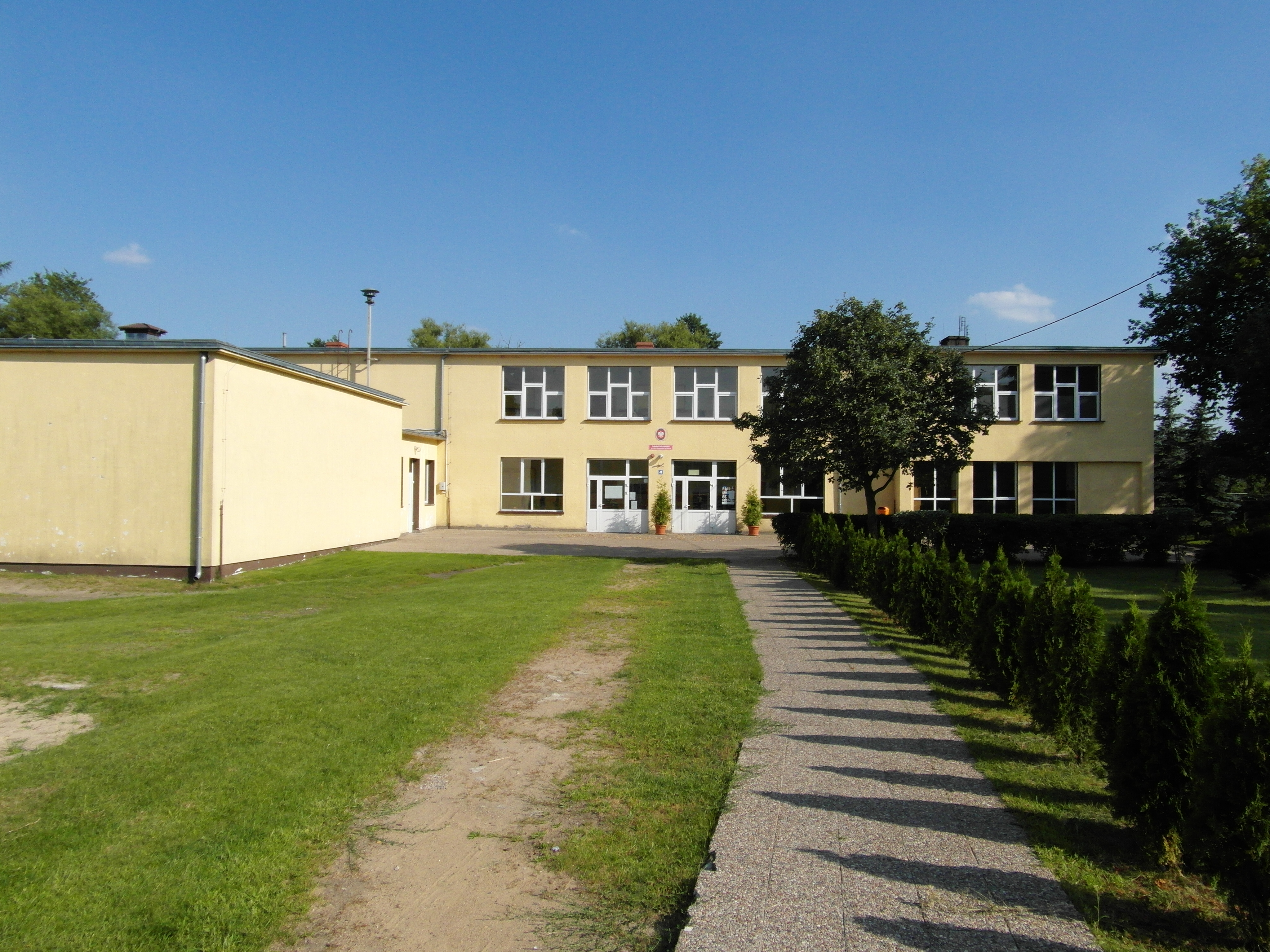
Szkoła Podstawowa im. Marii Kownackiej w Skórce

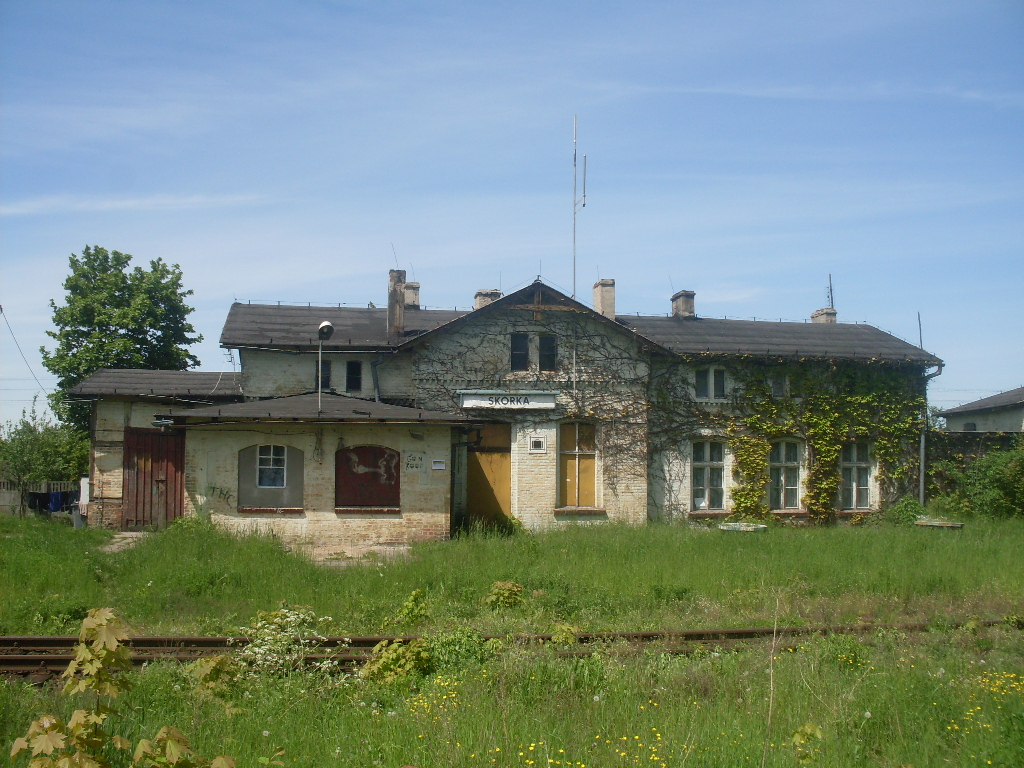
Dworzec kolejowy

Skórka (niem. Schönfeld) – wieś krajeńska w Polsce położona w województwie wielkopolskim, w powiecie złotowskim, w gminie Krajenka, nad rzeką Głomia przy drodze wojewódzkiej nr 188. 
Według danych z 1 stycznia 2011 roku wieś liczyła 671 mieszkańców.
Wieś królewska należała do starostwa ujskiego, pod koniec XVI wieku leżała w powiecie nakielskim województwa kaliskiego. 

## Nazwa
Dawna nazwa miejscowości to Piękne Pole. Podczas gdy Skórka była pod administracją zaboru pruskiego nosiła nazwę Schönfeld. 

## Części wsi
| SIMC    | Nazwa     | Rodzaj    |
| ------- | --------- | --------- |
| 1009397 | Dąbrówka  | część wsi |
| 1009405 | Dobrzyca  | część wsi |
| 1009411 | Gonie     | część wsi |
| 1009434 | Rogownica | część wsi |
| 1009440 | Strużyska | część wsi |

## Historia
Pierwsza wzmianka o wsi pochodzi z 1380. Później Stanisław Górka sprowadził w dolinę Głomi osadników po epidemii dżumy. To oni rozbudowali wieś i stworzyli w tym rejonie silne rolnictwo i rzemiosło. W 1871 przez wieś przeprowadzono linię kolejową nr 203 (tzw. Ostbahn). Sam dworzec jest późniejszy - wzniesiono go dopiero w 1896. W końcu XIX wieku powstała rzeźnia, piekarnia i tartak. W 1919 rozpoczęto elektryfikację miejscowości, w latach 1920-1924 wybudowano okazały most na Głomi, który posiadał tablice pamiątkowe ku czci ofiar I wojny światowej (w 2006 dobudowano tu kładkę pieszą). Od 1945 do 1967 we wsi istniało Nadleśnictwo Dąbrowa Otoczysta, a w latach 1968-1973 Nadleśnictwo Skórka, włączone w 1974 do Nadleśnictwa Zdrojowa Góra. W 1958 odbudowano zniszczony w 1945 kościół. W 1961 szkołę, która działała tu od 1945, przeniesiono do nowo wybudowanego budynku. W 1972 powstało przedszkole, a w 1997 otwarto cmentarz komunalny. W 2013 we wsi stało 198 budynków, a powierzchnia wsi stanowiła 35% powierzchni gminy Krajenka. 
Kalendarium historyczne:
- 1584 - lokacja wsi Skórka, założyciel Stanisław Górka[10]
- W latach 1772–1918 pod administracją zaboru pruskiego.
- 1919 - elektryfikacja wsi[10]
- W 1919 roku Skórka stała się miejscowością nadgraniczną (granica niemiecko-polska przebiegała na zachód od wsi) do 1 września 1939
- Do marca 1945 wieś znajdowała się pod panowaniem Niemiec.
- Od 1945 roku ponownie w Polsce.

W latach 1975–1998 miejscowość położona była w województwie pilskim.

## Obiekty
Miejscowość leży przy linii kolejowej nr 203 Tczew – Kostrzyn. We wsi znajdują się:
- kościół Narodzenia Najświętszej Maryi Panny - neogotycki,
- dwa pomniki przyrody: lipa drobnolistna (obwód pnia - 370 cm) i wiąz (obwód pnia - 650 cm)[7],
- publiczne przedszkole oraz szkoła podstawowa im. Marii Kownackiej.